# لورنز رایت
لورنز رایت (انگلیسی: Lorenzo Wright; ۹ دسامبر ۱۹۲۶ – ۲۷ مارس ۱۹۷۲) دونده اهل ایالات متحده آمریکا بود.